# Strass im Zillertal
Strass im Zillertal är en ort och kommun i distriktet Schwaz i förbundslandet Tyrolen i Österrike.